# Championnat du Pérou de football 2020
Navigation
Édition précédente Édition suivante
La saison 2020 du championnat du Pérou de football, dénommée Liga 1 Movistar, se déroule de janvier à décembre 2020 avec trois phases : le tournoi d'ouverture, le tournoi de clôture et la phase dite de Play off.
À l'instar de bon nombre de championnats de par le monde, la Fédération péruvienne décide de suspendre la 7e journée du tournoi d'ouverture comme mesure de prévention devant l'expansion de la pandémie de coronavirus. Cette suspension se prolonge jusqu'au 7 août 2020, avant que le gouvernement péruvien ne reporte à nouveau le championnat à cause de débordements de supporteurs.
La finale oppose le Sporting Cristal à l'Universitario de Deportes, avec une victoire des premiers qui s'imposent sur un score global de 3-2 après deux manches (2-1 et 1-1). Il s'agit du 20e titre de champion dans l'histoire du Sporting Cristal.

## Règlement du championnat 2020

### Règlement initial
Le règlement présente peu de changements cette saison par rapport à l'année dernière, si ce n'est que le nombre de participants passe de 18 à 20 clubs, le championnat se déroulant toujours en trois phases. À noter que 4 équipes descendent en fin de saison afin de revenir à 18 clubs en 2021.
- Tournoi d'ouverture : les 20 équipes se rencontrent une fois soit 19 matchs. Le vainqueur du tournoi est qualifié pour la phase de Play off.
- Tournoi de clôture : les 20 équipes se rencontrent une fois soit 19 matchs dans l'ordre inverse par rapport au tour précédent. Le vainqueur du tournoi est lui aussi qualifié pour la phase de Play off.
- Play off : les vainqueurs des tournois d'ouverture et clôture sont rejoints par les deux meilleures équipes au classement cumulé. Après des demi-finales en matchs aller / retour, la finale se joue également suivant la même modalité. Si une même équipe remportait à la fois les deux tournois (ouverture et clôture), la phase de Play-off serait annulée, le club en question étant automatiquement désigné champion du Pérou.

Les quatre premières équipes du classement cumulé sont qualifiées pour la Copa Libertadores 2021, les quatre équipes suivantes sont qualifiées pour la Copa Sudamericana 2021. Les quatre équipes les moins bien classées du classement cumulé sont reléguées en deuxième division.

### Modifications
Cependant le règlement initial est revu par la Fédération péruvienne de football qui introduit des modifications imposées par la pandémie de Covid-19. En effet, si le tournoi d'ouverture est maintenu en l'état (appelé désormais Fase 1), le tournoi de clôture (Fase 2) souffre de quelques changements puisque les équipes sont réparties par tirage au sort en deux groupes (Liguilla A et Liguilla B) dont le vainqueur et le deuxième du tournoi d'ouverture sont les têtes de série. Le vainqueur du tournoi de clôture est issu d'un match de barrage entre les deux vainqueurs de groupe. Pour finir, les trois derniers du classement général sont relégués en 2e division ce qui signifie que la 17e équipe classée sauve sa place en D1 (ce qui n'était pas le cas avant la pandémie).
En outre, la fédération confirme que tous les matchs post-suspension seraient joués dans la conurbation Lima-Callao dans sept stades : Estadio Alberto Gallardo, Estadio Alejandro Villanueva, Estadio de la Universidad Mayor de San Marcos, Campo N° 2 de La Videna FPF, Estadio Iván Elías Moreno (en), Estadio Nacional et Estadio Miguel Grau del Callao. À cette liste de stades, s'ajoute l'Estadio Monumental autorisé à accueillir certains matchs du tournoi de clôture.

## Les clubs participants
| \| AC AL Alianza Universidad Atlético Grau Ayacucho FC C. A. Mannucci FC Carlos Stein Cienciano Deportivo Binacional Deportivo Llacuabamba DM FBC Melgar Cusco FC SB Sport Huancayo SC USM UTC Univ. C. Vallejo UD \| Localisation des clubs engagés dans le championnat 2020. · Légende : · AC : Academia Cantolao, AL : Alianza Lima, DM : Deportivo Municipal, SB : Sport Boys, SC : Sporting Cristal, UD : Universitario de Deportes, USM : Universidad San Martín |
| AC AL Alianza Universidad Atlético Grau Ayacucho FC C. A. Mannucci FC Carlos Stein Cienciano Deportivo Binacional Deportivo Llacuabamba DM FBC Melgar Cusco FC SB Sport Huancayo SC USM UTC Univ. C. Vallejo UD |

Le championnat compte vingt clubs, dont cinq basés à Lima.
| Club                                   | Ville       |
| -------------------------------------- | ----------- |
| Academia Cantolao                      | Callao      |
| Alianza Lima                           | Lima        |
| Alianza Universidad                    | Huánuco     |
| Atlético Grau (promu)                  | Piura       |
| Ayacucho FC                            | Ayacucho    |
| Carlos A. Mannucci                     | Trujillo    |
| FC Carlos Stein (promu)                | Lambayeque  |
| Cienciano del Cusco (promu)            | Cuzco       |
| Cusco FC                               | Cuzco       |
| Deportivo Binacional (tenant du titre) | Juliaca     |
| Deportivo Llacuabamba (promu)          | Llacuabamba |
| Deportivo Municipal                    | Lima        |
| FBC Melgar                             | Arequipa    |
| Sport Boys                             | Callao      |
| Sport Huancayo                         | Huancayo    |
| Sporting Cristal                       | Lima        |
| Universidad César Vallejo              | Trujillo    |
| Universidad San Martín                 | Lima        |
| UTC                                    | Cajamarca   |
| Universitario de Deportes              | Lima        |

## Compétition

### Tournoi d'ouverture(Fase 1)

#### Classement
| Rang | Équipe                       | Pts | J  | G  | N | P  | Bp | Bc | Diff |
| ---- | ---------------------------- | --- | -- | -- | - | -- | -- | -- | ---- |
| 1    | Universitario de Deportes -1 | 42  | 19 | 13 | 4 | 2  | 38 | 18 | +20  |
| 2    | Sport Huancayo               | 35  | 19 | 10 | 5 | 4  | 23 | 15 | +8   |
| 3    | Sporting Cristal             | 33  | 19 | 9  | 6 | 4  | 38 | 23 | +15  |
| 4    | Universidad César Vallejo    | 33  | 19 | 8  | 9 | 2  | 25 | 16 | +9   |
| 5    | Carlos A. Mannucci           | 29  | 19 | 7  | 8 | 4  | 28 | 22 | +6   |
| 6    | UTC                          | 29  | 19 | 7  | 8 | 4  | 24 | 20 | +4   |
| 7    | Alianza Universidad          | 29  | 19 | 8  | 5 | 6  | 21 | 17 | +4   |
| 8    | FBC Melgar                   | 28  | 19 | 7  | 7 | 5  | 23 | 20 | +3   |
| 9    | Ayacucho FC                  | 27  | 19 | 7  | 6 | 6  | 28 | 21 | +7   |
| 10   | Cienciano del CuscoP         | 27  | 19 | 8  | 3 | 8  | 27 | 23 | +4   |
| 11   | Deportivo BinacionalT        | 23  | 19 | 6  | 5 | 8  | 24 | 29 | -5   |
| 12   | Alianza Lima                 | 22  | 19 | 5  | 7 | 7  | 18 | 19 | -1   |
| 13   | Academia Cantolao            | 22  | 19 | 6  | 4 | 9  | 21 | 33 | -12  |
| 14   | Deportivo Municipal          | 21  | 19 | 4  | 9 | 6  | 20 | 24 | -4   |
| 15   | Cusco FC                     | 21  | 19 | 5  | 6 | 8  | 26 | 31 | -5   |
| 16   | Universidad San Martín       | 21  | 19 | 5  | 6 | 8  | 20 | 27 | -7   |
| 17   | Sport Boys -1                | 19  | 19 | 5  | 5 | 9  | 24 | 33 | -9   |
| 18   | FC Carlos SteinP2 -1         | 17  | 19 | 4  | 6 | 9  | 18 | 28 | -10  |
| 19   | Atlético GrauP               | 17  | 19 | 3  | 8 | 8  | 17 | 27 | -10  |
| 20   | Deportivo LlacuabambaP2      | 11  | 19 | 2  | 5 | 12 | 25 | 42 | -17  |

|  | Qualification à la phase de Play off du championnat                       |
|  | T : Tenant du titre P : Promu de Segunda División P2 : Promu de Copa Perú |

### Tournoi de clôture(Fase 2)

#### Classement(Liguilla A)
| Rang | Équipe                    | Pts | J | G | N | P | Bp | Bc | Diff |
| ---- | ------------------------- | --- | - | - | - | - | -- | -- | ---- |
| 1    | Sporting Cristal          | 23  | 9 | 7 | 2 | 0 | 20 | 9  | +11  |
| 2    | Universidad San Martín    | 16  | 9 | 5 | 1 | 3 | 12 | 10 | +2   |
| 3    | UTC                       | 14  | 9 | 3 | 5 | 1 | 18 | 9  | +9   |
| 4    | Cienciano del CuscoP      | 14  | 9 | 4 | 2 | 3 | 12 | 11 | +1   |
| 5    | Deportivo BinacionalT     | 13  | 9 | 4 | 1 | 4 | 11 | 13 | -2   |
| 6    | Universitario de Deportes | 11  | 9 | 3 | 2 | 4 | 12 | 17 | -5   |
| 7    | FC Carlos SteinP2         | 10  | 9 | 3 | 1 | 5 | 12 | 16 | -4   |
| 8    | Atlético GrauP            | 9   | 9 | 2 | 3 | 4 | 9  | 12 | -3   |
| 9    | Alianza Universidad       | 8   | 9 | 2 | 2 | 5 | 8  | 13 | -5   |
| 10   | Academia Cantolao         | 6   | 9 | 1 | 3 | 5 | 11 | 15 | -4   |

|  | Qualification à la finale du tournoi de clôture                           |
|  | T : Tenant du titre P : Promu de Segunda División P2 : Promu de Copa Perú |

#### Classement(Liguilla B)
| Rang | Équipe                    | Pts | J | G | N | P | Bp | Bc | Diff |
| ---- | ------------------------- | --- | - | - | - | - | -- | -- | ---- |
| 1    | Ayacucho FC               | 20  | 9 | 6 | 2 | 1 | 14 | 5  | +9   |
| 2    | Universidad César Vallejo | 18  | 9 | 5 | 3 | 1 | 16 | 7  | +9   |
| 3    | Carlos A. Mannucci        | 16  | 9 | 5 | 1 | 3 | 13 | 7  | +6   |
| 4    | Cusco FC                  | 15  | 9 | 4 | 3 | 2 | 13 | 10 | +3   |
| 5    | FBC Melgar                | 13  | 9 | 4 | 1 | 4 | 18 | 14 | +4   |
| 6    | Sport Boys                | 12  | 9 | 4 | 0 | 5 | 10 | 18 | -8   |
| 7    | Deportivo LlacuabambaP2   | 10  | 9 | 3 | 1 | 5 | 16 | 21 | -5   |
| 8    | Deportivo Municipal       | 9   | 9 | 2 | 3 | 4 | 9  | 14 | -5   |
| 9    | Sport Huancayo            | 9   | 9 | 2 | 3 | 4 | 9  | 15 | -6   |
| 10   | Alianza Lima              | 4   | 9 | 1 | 1 | 7 | 9  | 16 | -7   |

|  | Qualification à la finale du tournoi de clôture                           |
|  | T : Tenant du titre P : Promu de Segunda División P2 : Promu de Copa Perú |

#### Barrage pour le tournoi
| 5 décembre 2020 | Sporting Cristal                                  | 1 - 1             | Ayacucho FC                           | Estadio Monumental, Lima                                  |                                                           |
| 14:00           | Emanuel Herrera 27e (pen.)                        | (1 - 0)           | 54e Jesús Mendieta                    | Spectateurs : 0 (huis clos) Arbitrage : Miguel Santiváñez | Spectateurs : 0 (huis clos) Arbitrage : Miguel Santiváñez |
| 14:00           | Herrera · Cazulo · Calcaterra · Corozo · Sandoval | Tirs au but 2 - 3 | Villamarín · Mendieta · Rojas · Souza | Spectateurs : 0 (huis clos) Arbitrage : Miguel Santiváñez | Spectateurs : 0 (huis clos) Arbitrage : Miguel Santiváñez |

L'Ayacucho FC est qualifié pour la phase de "Play off" du championnat.

### Classement cumulé
| Rang | Équipe                          | Pts | J  | G  | N  | P  | Bp | Bc | Diff |
| ---- | ------------------------------- | --- | -- | -- | -- | -- | -- | -- | ---- |
| 1    | Sporting Cristal                | 56  | 28 | 16 | 8  | 4  | 58 | 32 | +26  |
| 2    | Universitario de DeportesOuv -1 | 53  | 28 | 16 | 6  | 6  | 50 | 35 | +15  |
| 3    | Universidad César Vallejo       | 51  | 28 | 13 | 12 | 3  | 41 | 23 | +18  |
| 4    | Ayacucho FCClo                  | 47  | 28 | 13 | 8  | 7  | 42 | 26 | +16  |
| 5    | Carlos A. Mannucci              | 45  | 28 | 12 | 9  | 7  | 41 | 29 | +12  |
| 6    | Sport Huancayo                  | 44  | 28 | 12 | 8  | 8  | 32 | 30 | +2   |
| 7    | UTC                             | 43  | 28 | 10 | 13 | 5  | 42 | 29 | +13  |
| 8    | FBC Melgar                      | 41  | 28 | 11 | 8  | 9  | 41 | 34 | +7   |
| 9    | Cienciano del CuscoP            | 41  | 28 | 12 | 5  | 11 | 39 | 34 | +5   |
| 10   | Alianza Universidad             | 37  | 28 | 10 | 7  | 11 | 29 | 30 | -1   |
| 11   | Universidad San Martín          | 37  | 28 | 10 | 7  | 11 | 32 | 37 | -5   |
| 12   | Cusco FC                        | 36  | 28 | 9  | 9  | 10 | 39 | 41 | -2   |
| 13   | Deportivo BinacionalT           | 36  | 28 | 10 | 6  | 12 | 35 | 42 | -7   |
| 14   | Sport Boys -1                   | 31  | 28 | 9  | 5  | 14 | 34 | 51 | -17  |
| 15   | Deportivo Municipal             | 30  | 28 | 6  | 12 | 10 | 29 | 38 | -9   |
| 16   | Academia Cantolao               | 28  | 28 | 7  | 7  | 14 | 32 | 48 | -16  |
| 17   | Alianza Lima                    | 26  | 28 | 6  | 8  | 14 | 28 | 36 | -8   |
| 18   | Atlético GrauP SP               | 26  | 28 | 5  | 11 | 12 | 26 | 39 | -13  |
| 19   | FC Carlos SteinP2 -3            | 25  | 28 | 7  | 7  | 14 | 30 | 44 | -14  |
| 20   | Deportivo LlacuabambaP2 -1      | 20  | 28 | 5  | 6  | 17 | 41 | 63 | -22  |

|  | Qualification pour la Copa Libertadores 2021 |
|  | Qualification pour la Copa Sudamericana 2021 |
|  | Relégation directe en deuxième division |
|  | T : Tenant du titre Ouv : Vainqueur du tournoi d'ouverture Clo : Vainqueur du tournoi de clôture P : Promu de Segunda División P2 : Promu de Copa Perú SP : Vainqueur de la Supercoupe du Pérou |

L'Universitario de Deportes, vainqueur du tournoi d'ouverture et deuxième au classement général, est directement qualifié à la finale du championnat. L'Ayacucho FC - vainqueur du tournoi de clôture - affronte le Sporting Cristal - premier au classement général - en demi-finale de la phase de "Play off" du championnat.

### Play off

#### Tableau
|  |                                 |                       |                  |            |            |   |   |        |        |        |        |        |
|  | 1/2 finale                      | 1/2 finale            | 1/2 finale       | 1/2 finale | 1/2 finale |   |   | Finale | Finale | Finale | Finale | Finale |
|  |                                 |                       |                  |            |            |   |   |        |        |        |        |        |
|  |                                 |                       |                  |            |            |   |   |        |        |        |        |        |
|  | Universitario                   |                       |                  |            |            |   |   |        |        |        |        |        |
|  | 16 et 20 décembre 2020          |                       |                  |            |            |   |   |        |        |        |        |        |
|  | Universitario qualifié d'office |                       |                  |            |            |   |   |        |        |        |        |        |
|  | Universitario                   |                       | 1                | 1          | 2          |   |   |        |        |        |        |        |
|  | Universitario                   | 9 et 12 décembre 2020 | 1                | 1          | 2          |   |   |        |        |        |        |        |
|  |                                 |                       | Sporting Cristal |            | 2          | 1 | 3 |        |        |        |        |        |
|  | Sporting Cristal                |                       | Sporting Cristal | 2          | 2          | 1 | 3 | 4      | 6      |        |        |        |
|  | Sporting Cristal                |                       |                  | 2          |            |   |   | 4      | 6      |        |        |        |
|  | Ayacucho FC                     |                       | 1                | 1          | 2          |   |   |        |        |        |        |        |
|  | Ayacucho FC                     |                       | 1                | 1          | 2          |   |   |        |        |        |        |        |

#### Demi-finale du championnat
| Équipe           | Aller | Total | Retour | Équipe      |
| ---------------- | ----- | ----- | ------ | ----------- |
| Sporting Cristal | 2 - 1 | 6 - 2 | 4 - 1  | Ayacucho FC |

| 9 décembre 2020 | Sporting Cristal                            | 2 - 1   | Ayacucho FC      | Estadio Monumental, Lima                             |                                                      |
| 15:30           | Washington Corozo 27e · Emanuel Herrera 36e | (2 - 0) | 60e Leandro Sosa | Spectateurs : 0 (huis clos) Arbitrage : Kevin Ortega | Spectateurs : 0 (huis clos) Arbitrage : Kevin Ortega |
| 15:30           | Rapport                                     |         |                  | Spectateurs : 0 (huis clos) Arbitrage : Kevin Ortega | Spectateurs : 0 (huis clos) Arbitrage : Kevin Ortega |

| 12 décembre 2020 | Ayacucho FC            | 1 - 4   | Sporting Cristal                                                                        | Estadio Monumental, Lima                           |                                                    |
| 15:00            | Renato Solís 10e (csc) | (1 - 1) | 36e Christopher Olivares · 47e Emanuel Herrera · 50e Washington Corozo · 81e Percy Liza | Spectateurs : 0 (huis clos) Arbitrage : Diego Haro | Spectateurs : 0 (huis clos) Arbitrage : Diego Haro |
| 15:00            | Rapport                |         |                                                                                         | Spectateurs : 0 (huis clos) Arbitrage : Diego Haro | Spectateurs : 0 (huis clos) Arbitrage : Diego Haro |

#### Finale du championnat
| Équipe                    | Aller | Total | Retour | Équipe           |
| ------------------------- | ----- | ----- | ------ | ---------------- |
| Universitario de Deportes | 1 - 2 | 2 - 3 | 1 - 1  | Sporting Cristal |

| 16 décembre 2020 | Universitario de Deportes | 1 - 2   | Sporting Cristal                         | Estadio Nacional, Lima                               |                                                      |
| 19:00            | Alberto Quintero 66e      | (0 - 1) | 26e Gianfranco Chávez · 52e Jorge Cazulo | Spectateurs : 0 (huis clos) Arbitrage : Joel Alarcón | Spectateurs : 0 (huis clos) Arbitrage : Joel Alarcón |
| 19:00            | Rapport                   |         |                                          | Spectateurs : 0 (huis clos) Arbitrage : Joel Alarcón | Spectateurs : 0 (huis clos) Arbitrage : Joel Alarcón |

| 20 décembre 2020 | Sporting Cristal           | 1 - 1   | Universitario de Deportes | Estadio Nacional, Lima                                       |                                                              |
| 15:00            | Armando Alfageme 69e (csc) | (0 - 0) | 50e Alberto Quintero      | Spectateurs : 0 (huis clos) Arbitrage : Víctor Hugo Carrillo | Spectateurs : 0 (huis clos) Arbitrage : Víctor Hugo Carrillo |
| 15:00            | Rapport                    |         |                           | Spectateurs : 0 (huis clos) Arbitrage : Víctor Hugo Carrillo | Spectateurs : 0 (huis clos) Arbitrage : Víctor Hugo Carrillo |

| Pérou                      |
| Champion                   |
| Sporting Cristal 20e titre |

## Bilan de la saison
| Championnat du Pérou de football 2020 |                              |
| Champion                              | Sporting Cristal (20e titre) |
| Qualifications continentales          |                              |
| Copa Libertadores 2021                | Sporting Cristal             |
| Copa Libertadores 2021                | Universitario de Deportes    |
| Copa Libertadores 2021                | Ayacucho FC                  |
| Copa Libertadores 2021                | Univ. César Vallejo          |
| Copa Sudamericana 2021                | Carlos A. Mannucci           |
| Copa Sudamericana 2021                | Sport Huancayo               |
| Copa Sudamericana 2021                | UTC                          |
| Copa Sudamericana 2021                | FBC Melgar                   |
| Promotions et relégations             |                              |
| Promus en Liga 1                      | Alianza Atlético             |
| Relégués en Liga 2                    | Atlético Grau                |
| Relégués en Liga 2                    | Carlos Stein                 |
| Relégués en Liga 2                    | Deportivo Llacuabamba        |